# Santapur
Santapur (nepalski: सन्तपूर) – gaun wikas samiti w środkowej części Nepalu w strefie Narajani w dystrykcie Rautahat. Według nepalskiego spisu powszechnego z 2001 roku liczył on 926 gospodarstw domowych i 5594 mieszkańców (2691 kobiet i 2903 mężczyzn).